# Laccaria canaliculata
Laccaria canaliculata är en svampart som först beskrevs av Pier Andrea Saccardo, och fick sitt nu gällande namn av George Edward Massee 1899. Laccaria canaliculata ingår i släktet Laccaria och familjen Hydnangiaceae.   Inga underarter finns listade i Catalogue of Life.